# Karol Gustaw Manitius
Karol Gustaw Manitius (ur. 28 września 1823 w Płocku, zm. 14 maja 1904 w Warszawie) – polski duchowny ewangelicki, superintendent generalny (biskup krajowy) Kościoła Ewangelicko-Augsburskiego.

## Życiorys
Syn kupca Karola Ferdynanda i Wilhelminy z Lesserów. Ukończył gimnazjum w Płocku, następnie podjął studia teologiczne na uniwersytecie w Dorpacie (od 1844). W czasie studiów zaprzyjaźnił się z Tytusem Chałubińskim i Jakubem Natansonem z racji wspólnej przynależności do korporacji akademickiej Konwent Polonia. Od 1846 pracował jako wikariusz w Kaliszu, był administratorem w Kleszczowie (1847–1848) i Przasnyszu (1849–1853), wreszcie w 1853 objął parafię św. Trójcy w Łodzi.
Wprowadzał nabożeństwa w języku polskim i reprezentował otwartą polską postawę narodową (odprawił nabożeństwo za pięciu poległych demonstrantów w Warszawie, wziął udział w manifestacyjnym pogrzebie arcybiskupa Antoniego Melchiora Fijałkowskiego i zaprzeczał głoszonym przez władze rosyjskie poglądom, iż ewangelicy są wyłącznie Niemcami). Wszystko to sprawiło, że proboszcz został przez władze carskie pozbawiony urzędu w Łodzi i przeniesiony do Łomży (1865). Dwa lata później powołano go na stanowisko II proboszcza do Warszawy. Tu czekały go kolejne awanse na I proboszcza (1875), superintendenta diecezji warszawskiej (1878), wreszcie superintendenta generalnego w Królestwie Polskim (1895).
Karl Gustaw Manitius uczestniczył w pracach przy tłumaczeniu Nowego Testamentu, powołał komitet do opracowania nowego śpiewnika, dwukrotnie przetłumaczył z niemieckiego agendę kościelną, był założycielem misji ewangelickiej Polonia w Afryce.
Pochowany na cmentarzu ewangelicko-augsburskim przy ulicy Młynarskiej (aleja 5, grób 23).
Z pierwszego małżeństwa z Joanną ze Spiessów miał dwóch synów: ks. Zygmunta Ottona (1852–1911), proboszcza w Łodzi oraz inż. chemii Karola Ludwika (ur. 1855), kierownika zakładów emalierskich w Warszawie. Syn Zygmunta Ottona, pastor Gustaw Manitius został zamordowany przez okupanta niemieckiego w 1940. Z drugiego małżeństwa z Marią Jonscher – córką pastora Karola Józefa Jonschera i  Agaty Karoliny z domu Hovelke oraz siostrą lekarza Karola Ottona Jonschera – Karol Gustaw miał córkę, Jadwigę Agatę. Wyszła ona za mąż za pastora, ks. Edwarda Wende, dziadka znanego prawnika i polityka o tym samym imieniu i nazwisku.